# Cantone di Couserans-Est
Il Cantone di Couserans-Est è una divisione amministrativa dell'arrondissement di Foix e dell'arrondissement di Saint-Girons.
È stato costituito a seguito della riforma approvata con decreto del 18 febbraio 2014, che ha avuto attuazione dopo le elezioni dipartimentali del 2015.

## Composizione
Comprende i 37 comuni di:
- Aigues-Juntes
- Aleu
- Allières
- Alos
- Alzen
- Aulus-les-Bains
- La Bastide-de-Sérou
- Biert
- Boussenac
- Cadarcet
- Castelnau-Durban
- Clermont
- Couflens
- Durban-sur-Arize
- Encourtiech
- Ercé
- Erp
- Esplas-de-Sérou
- Lacourt
- Larbont
- Lescure
- Massat
- Montagagne
- Montels
- Montseron
- Nescus
- Oust
- Le Port
- Rimont
- Rivèrenert
- Seix
- Sentenac-d'Oust
- Sentenac-de-Sérou
- Soueix-Rogalle
- Soulan
- Suzan
- Ustou